# El Saucillo, Hostotipaquillo
El Saucillo är en ort i Mexiko.   Den ligger i kommunen Hostotipaquillo och delstaten Jalisco, i den centrala delen av landet, 600 km väster om huvudstaden Mexico City. El Saucillo ligger 935 meter över havet och antalet invånare är 280.
Terrängen runt El Saucillo är huvudsakligen kuperad, men söderut är den bergig. El Saucillo ligger nere i en dal. Runt El Saucillo är det glesbefolkat, med 10 invånare per kvadratkilometer. Närmaste större samhälle är Hostotipaquillo, 12,5 km öster om El Saucillo. I omgivningarna runt El Saucillo växer huvudsakligen savannskog.